# Propán
| Propán |                                          |
| \| \| \| |                                          |
| |                                          |
| IUPAC-név | propán                                   |
| Kémiai azonosítók                                                                                               |                                          |
| CAS-szám | 74-98-6                                  |
| PubChem | 6334                                     |
| ChemSpider | 6094                                     |
| EINECS-szám | 200-827-9                                |
| ChEBI | 32879                                    |
| RTECS szám | TX2275000                                |
| InChIKey | ATUOYWHBWRKTHZ-UHFFFAOYSA-N              |
| Beilstein | 1730718                                  |
| Gmelin | 25044                                    |
| UNII | T75W9911L6                               |
| ChEMBL | CHEMBL135416                             |
| Kémiai és fizikai tulajdonságok                                                                                 |                                          |
| Kémiai képlet                                                                                                   | C3H8                                     |
| Moláris tömeg                                                                                                   | 44,096 g/mol                             |
| Megjelenés | színtelen gáz                            |
| Sűrűség | 1,83 kg/m³ (gáz); 0,5077 kg/L (folyadék) |
| Olvadáspont | −187,6 °C (85,5 K)                       |
| Forráspont | −42,09 °C (231,1 K)                      |
| Oldhatóság (vízben)                                                                                             | 0,1 g/cm³ (37,8 °C)                      |
| Kristályszerkezet                                                                                               |                                          |
| Dipólusmomentum                                                                                                 | 0,083 D                                  |
| Veszélyek |                                          |
| EU osztályozás                                                                                                  | Fokozottan tűzveszélyes (F+)             |
| NFPA 704 | 4 1 0                                    |
| R mondatok | R12                                      |
| S mondatok | (S2), S9, S16                            |
| Lobbanáspont | -104 °C                                  |
| Öngyulladási hőmérséklet                                                                                        | 493-604 °C                               |
| Robbanási határ                                                                                                 | 2,37–9,5%                                |
| Ha másként nem jelöljük, az adatok az anyag standardállapotára (100 kPa) és 25 °C-os hőmérsékletre vonatkoznak. |                                          |
| |                                          |

A propán (képlete: C3H8) színtelen, szagtalan gáz, három szénatomos alifás alkán. Nevét a propionsavról kapta.
A kőolaj és földgáz feldolgozása során nyerik. Motorok és háztartási fűtőeszközök leggyakoribb tüzelőanyaga. Emellett a vegyiparban is igen fontos nyersanyag. A propán oxidatív dehidrogénezésével propilén, szelektív oxidációjával akrilsav, ammonoxidációjával akrilnitril állítható elő.
A propán-bután gázkeverékhez (angolul liquefied petroleum gas – LPG) is felhasználják, melyhez erős szagú etántiolt kevernek, hogy a szivárgás hamar felismerhető legyen. A viszonylag könnyen szállítható, cseppfolyósított LPG-gáz az energiaellátás biztosításának egyik fontos pillére.